# Washington County (Idaho)
Washington jako okres byl založen 20. února 1879, správním městem se stal Weiser. Okres byl pojmenován po prvním americkém prezidentovi G. Washingtonovi. První běloch, který na toto území vstoupil, byl v roce 1811 Donald MacKenzie. Další osadníci přicházeli do oblasti v šedesátých letech 19. století díky nálezům zlata.
Obyvatelstvo: 10 098 (v roce 2005); 9 977 (v roce 2000), podíl žen: 51 %